# 陰陽家
陰陽家（いんようか）は、古代中国戦国時代を中心に活動した諸子百家の一派。主な人物に鄒衍（騶衍）がいる。陰陽五行思想を発展させ、王朝交替説（五徳終始説）などを説いた。現存する文献が乏しいため、実態は不明な点が多い。

## 概観
陰陽五行思想（陰陽思想と五行思想）そのものは、陰陽家より前の殷代からあり、儒家の『易経』『書経』や、一般の占い（術数）にも使われていた。陰陽家の後には『呂氏春秋』『管子』『春秋繁露』、讖緯思想や道教、日本の陰陽寮などにも使われた。
陰陽家は、陰陽五行思想により天地自然の法則性を知り、人間の吉凶禍福を予知した。とくに「五徳終始説」という王朝交替説を提唱した。
「陰陽家」という学派名は、戦国時代当時には無く、漢代の司馬談『論六家要旨』や、班固『漢書』芸文志が後付した学派名である。『漢書』芸文志では、鄒衍とその後継者の鄒奭や、公孫発（公孫發）、秦漢の張蒼らが「陰陽家」とみなされる。陰陽家の著作に『鄒子』などがあったが、現存する著作は一つも無く、佚文のみ伝わる。
鄒衍・鄒奭の学説はそれぞれ壮大・流麗だったとされ、「談天雕龍」という成句になっている。
新出文献として、北大漢簡『陰陽家言』（2015年公刊、書名は仮称）などがある。

## 思想
鄒衍の「五徳終始説」や「大九州説」の内容が、『史記』孟子荀卿列伝に記されている。